# Dallan Forgaill
Saint Dallan Forgaill (+598) est le surnom par lequel est connu le poète chrétien irlandais Eochaidh mac Colla. Dallan signifie Petit aveugle et Forchella est le nom de sa mère. Il est aussi parfois appelé de diverses autres façons : s. Dale ; s. Dallan ; Dallan Forchella ; Dallan Forgaill ; Dallan de Cluain ; Dallain ; Eochaidh (son nom de baptême). Selon certaines sources, il aurait succédé à s. Conall comme évêque de Colraine en Ulster. Il est mort martyr. Fête le 29 janvier.
Il est né vers  530 à Magh Slécht, dans le comté de Cavan en Irlande. On dit qu'il étudia et qu'il écrivit de la poésie de façon si intensive qu'il en devint aveugle. Il était le cousin germain de saint Aidan de Ferns (saint Mogue). Dallan fut martyrisé en 598, lorsque des pirates assaillirent le monastère de l'île d'Inniskeel. Il fut décapité, et sa tête fut jetée à la mer. On dit que Dieu réunifia miraculeusement son corps après son martyre. Il fut enterré dans cette île.
Dallan s'est fait largement connaître comme le chef des poètes d'Irlande. Il réforma l'ordre des bardes, favorisant ainsi la préservation de la langue et de la culture gaéliques. Il est surtout connu par des élégies, qui lui furent attribuées, rédigées à l'adresse de saints irlandais contemporains. On peut citer Amra Choluim Chille (Élégie de Saint Columba) pour Colomba d'Iona, un des plus anciens poèmes irlandais, Amra Senain (Élégie de Saint Senan), et Amra Connaill (Élégie de Saint Connall). L'Amra Choluim Chille a été publié en 597 après la mort de Colomba. Les plus anciennes copies qui nous en restent se trouvent dans le Liber hymnorum, un recueil d'hymnes latins et irlandais, commencé vers l'an 860, ainsi que dans le Lebor na hUidre  (Livre de la vache grise), écrit vers l'an 1100 au monastère de Clonmacnoise.
Ces poèmes, rarement traduits, utilisent une métrique accentuelle allitérative caractéristique de l'époque. Les vers, regroupés en strophes de longueur irrégulière, sont d'une telle obscurité, que les scribes suivants y ajoutèrent de volumineuses gloses. L'exemple typique est le "Amra Choluim Chille", où les gloses elles-mêmes contiennent des poèmes, dont certains traitent du Cycle Fenian.
Certains pensent que Dallan est l'auteur de  Be Thou My Vision, qui a été souvent mis en musique, en particulier par le groupe Jars of Clay. 
.
Be Thou my vision, O Lord of my heart;

Naught be all else to me save that Thou art.

Thou my best thought by day or by night,

Waking or sleeping Thy presence my light.